# Papayo (Piura)
Papayo es una localidad peruana ubicada en el distrito de Paimas, perteneciente a la provincia de Ayabaca del departamento de Piura, al norte del Perú. 

## Ubicación
Papayo se ubica al oeste de la provincia de Ayabaca, en el distrito de Paimas, en el departamento de Piura.

## Demografía
En 2017 Papayo tenía una población de 1 habitante.
| Gráfica de evolución demográfica de Papayo entre 1993 y 2017 |
|                                                              |
| Fuentes: Población 1993 y 2017                               |